# Samtgemeinde Bevern
De Samtgemeinde Bevern is een samenwerkingsverband (Samtgemeinde) van vier kleinere gemeenten in het Landkreis Holzminden in de Duitse deelstaat Nedersaksen. Gezamenlijk hebben de gemeenten iets meer dan 6.000 inwoners.
De Samtgemeinde ligt in het berggebied Vogler, dat tot het Weserbergland wordt gerekend, ten oosten van de Wezer en wordt door de verkeersader Bundesstraße 64 doorsneden.
Voor meer informatie zie de artikelen over de vier deelnemende gemeenten.

## Deelnemende gemeenten

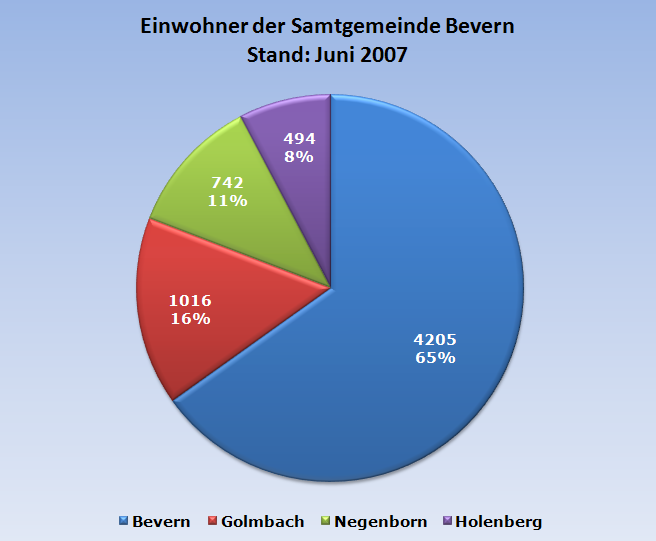
Taartdiagram met inwonertal van de SG Bevern (2007)

- Bevern
- Golmbach
- Holenberg
- Negenborn , ten NO van Bevern, met het klooster Amelungsborn

Arholzen · 
Bevern · 
Bodenwerder · 
Boffzen · 
Brevörde · 
Deensen · 
Delligsen · 
Derental · 
Dielmissen · 
Eimen · 
Eschershausen · 
Fürstenberg · 
Golmbach · 
Halle · 
Hehlen · 
Heinade · 
Heinsen · 
Heyen · 
Holenberg · 
Holzen · 
Holzminden · 
Kirchbrak · 
Lauenförde · 
Lenne · 
Lüerdissen · 
Negenborn · 
Ottenstein · 
Pegestorf · 
Polle · 
Stadtoldendorf · 
Vahlbruch · 
Wangelnstedt